# Port-à-Piment
Port-à-Piment (ook Port-à-Piment-du-Sud genoemd, Haïtiaans-Creools: Pòtapiman) is een stad en gemeente in Haïti met 19.000 inwoners. De plaats ligt aan de zuidkust van het schiereiland Tiburon, 40 km ten westen van de stad Les Cayes. De gemeente maakt deel uit van het arrondissement Côteaux in het departement Sud.
Er worden limoenen, tabak en koffie verbouwd. In de omgeving bevindt zich mangaan.

## Indeling
De gemeente bestaat uit de volgende sections communales:
| Nr. | Naam    | Km²   | Inw.2015 |
| --- | ------- | ----- | -------- |
| 1   | Paricot | 24,25 | 12.390   |
| 2   | Balais  | 36,03 | 6.532    |